# كريستيان بورشجريفينك
كريستيان بورشجريفينك (بالنرويجية البوكمول: Christian Borchgrevink)‏ (11 مايو 1999 بأوسلو في النرويج - ) هو لاعب كرة قدم نرويجي في مركز الدفاع. لعب مع نادي فوليرينغا و.

## وصلات خارجية
- كريستيان بورشجريفينك على موقع الاتحاد الأوربي (الإنجليزية)
- كريستيان بورشجريفينك على موقع اتحاد النرويج (النرويجية)
- كريستيان بورشجريفينك على موقع قاعدة بيانات كرة القدم.إي يو (الإنجليزية)
- كريستيان بورشجريفينك على موقع Soccerway.com (الإنجليزية)